# 35 a. C.
El año 35 a. C. fue un año común comenzado en jueves o viernes, o un año bisiesto comenzado en miércoles, jueves o viernes (las fuentes difieren) del calendario juliano. También fue un año común comenzado en jueves del calendario juliano proléptico. En aquella época, era conocido como el Año del consulado de Cornificius y Sextus (o, menos frecuentemente, año 719 Ab urbe condita). La denominación 39 a. C. para este año ha sido usado desde principios del período medieval, cuando la era A. D. se convirtió en el método prevalente en Europa para nombrar a los años.

## Acontecimientos

### Roma
- Iliria se convierte en provincia romana. César Octaviano lleva a cabo un encuentro con la flota romana bajo Agripa, que está ocupado limpiando la costa dálmata de piratas.
- César Octaviano ataca Panonia; conquista y saque la fortaleza de Siscia (Sisak) de los,  Segesta segestanos que es tomada después de un asedio de 30 días. El país, sin embargo, no se somete de forma definitiva hasta el año 9 a. C.
- Sexto Pompeyo derrota con tres legiones a Cayo Furnio, el gobernador de Asia, y toma Nicea y Nicomedia (moderna Izmit).
- Marco Ticio llega a Siria con un gran ejército y marcha a Asia Menor, Sexto es capturado en Mileto y ejecutado sin juicio.

### India
- Azes I, gobernante indo-escita, completa el dominio de los escitas en el norte de la India.

## Fallecimientos
- Aristóbulo III de Judea, sumo sacerdote (ahogado) (n. 53 a. C.)
- Sexto Pompeyo, hijo de Pompeyo el Grande, es ejecutado en Mileto, por orden de Marco Antonio (n. h. 67 a. C.

- Datos: Q41236
- Multimedia: 35 BC / Q41236